# Titanic Memorial (Nueva York)

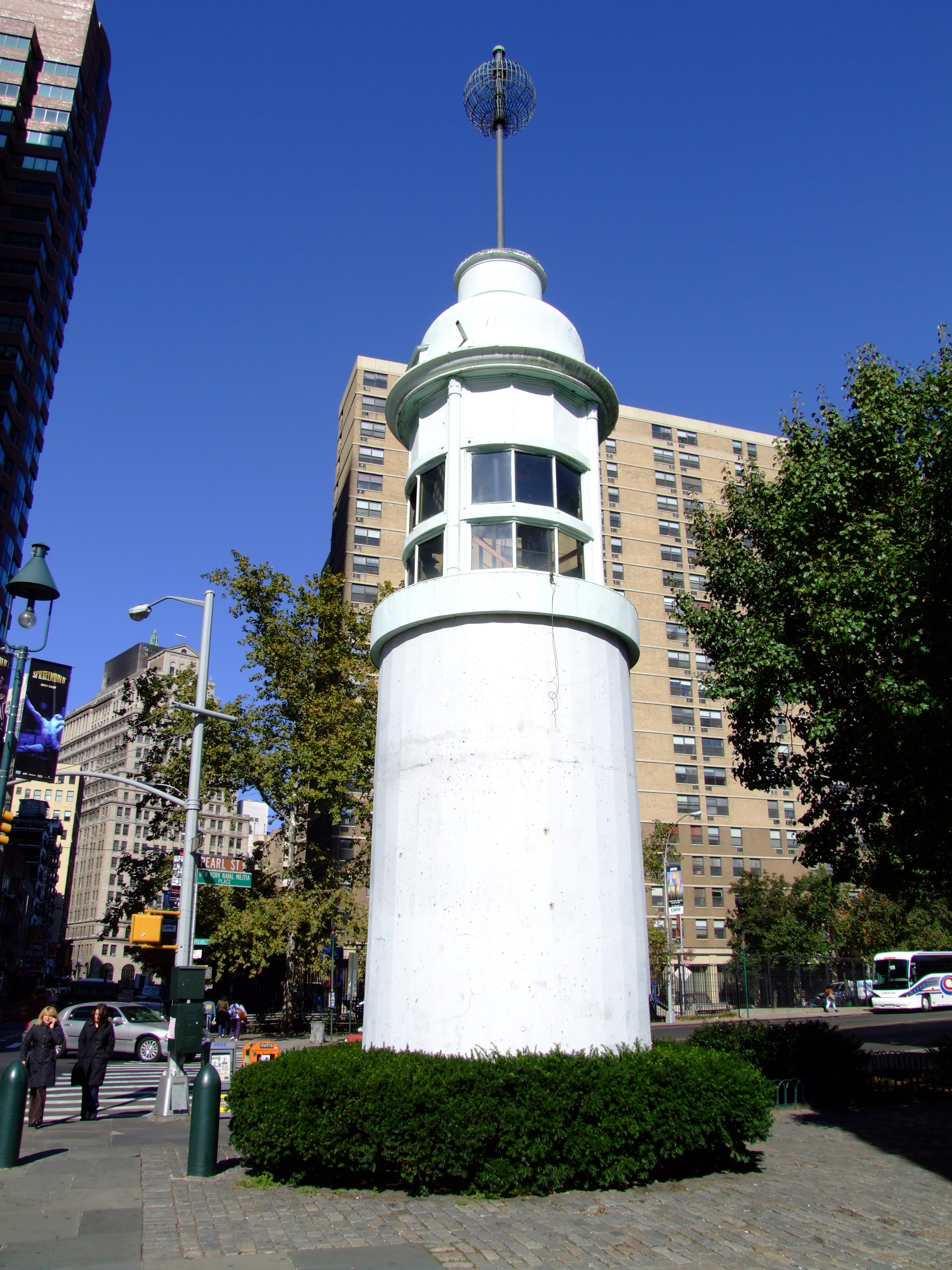
Titanic Memorial

El Titanic Memorial es una representación de un faro de 18 metros de altura, construido en parte a instancias de Margaret Brown, para recordar a las personas que murieron en el transatlántico RMS Titanic el 15 de abril de 1912.

## Historia
El faro fue originalmente erigido por suscripción popular en 1913. Se mantuvo por encima del East River en el techo de la antigua Seamen's Church Institute of New York and New Jersey, en la esquina entre South Street, y Coenties Slip. De 1913 a 1967, la esfera horaria de la parte superior del faro, dejaría caer el poste de la señal de las doce del mediodía a las naves en el puerto. Este esfera horaria fue activada por señal telegráfica, desde el Observatorio Naval en Washington D. C..
En julio de 1968, la Seamen's Church se trasladó a su sede actual, en el nº15 de State Street. Ese año, el Titanic Memorial fue donado por la Kaiser-Nelson Steel & Salvage Corporation al Seport Museum de South Street. 
El faro se erigió en la esquina actual de las calles Fulton y Pearl, a la entrada del complejo de museos en mayo de 1976 con fondos provenientes de la Exxon Corporation.
Straus Park, a 9,7 km de distancia, es otro monumento a las víctimas del Titanic. Existen otros monumentos adicionales en Canadá, Inglaterra e Irlanda del Norte.